# Haukadalur (dal i Island, Västlandet)
Haukadalur är en dal i republiken Island.   Den ligger i regionen, i den västra delen av landet. 100 km norr om huvudstaden Reykjavik. I den bortre delen av dalen ligger sjön Haukadalsvatn. Endast rester av de stora skogar som en gång fanns här finns kvar. Ansträngningar görs för att återplantera skog.
Haukadalur är mest känd för att Erik Rödes residens, Eiríksstaðir, har funnits där. Här finns nu ett friluftsmuseum  på vad som tros vara platsen för hans tidigare gård. Ett rekonstruerat långhus i vikingatidens stil är öppet för besök.